# Droga krajowa nr 41 (Polska)
Droga krajowa nr 41 (DK41) – droga krajowa klasy G w województwie opolskim przebiegająca przez powiat nyski oraz prudnicki o długości ok. 33 km. Łączy Nysę z Prudnikiem oraz granicą z Czechami (dawne Przejście graniczne Trzebina-Bartultovice). Poza tymi miejscowościami nie przebiega przez żadną miejscowość gminną lub o liczbie ludności większej niż 1000, co wyróżnia DK41 spośród dróg krajowych.
Jej znaczna część, wraz z drogami DK 40, DK 46 oraz wojewódzkimi nr 386 i 382, stanowi ruchliwy fragment łączący południowe obszary Górnego Śląska z zagłębiem Wałbrzyskim. Na odcinku z Prudnika do Trzebiny nazywana jest Cesarską Szosą.

## Historia numeracji
Na przestrzeni lat trasa posiadała różne oznaczenia i klasyfikacje:

| Numer | Klasyfikacja    | Przebieg                                    | Lata obowiązywania | Źródło | Uwagi                                                       |
| ----- | --------------- | ------------------------------------------- | ------------------ | --- | ----------------------------------------------------------- |
| 245   | droga państwowa | Nysa – Prudnik                              | lata 70. – 1985    | - Mapa samochodowa Polski 1:1 000 . Wyd. jedenaste. Warszawa: Państwowe Przedsiębiorstwo Wydawnictw Kartograficznych, 1972. Brak numerów stron w książce - Samochodowy atlas Polski 1:500 000. Wyd. V. Warszawa: Państwowe Przedsiębiorstwo Wydawnictw Kartograficznych, 1979. ISBN 83-7000-017-7. Brak numerów stron w książce - Samochodowy atlas Polski 1:500 000. Wyd. IX. Warszawa: Państwowe Przedsiębiorstwo Wydawnictw Kartograficznych, 1984. Brak numerów stron w książce |                                                             |
| 408   | droga krajowa   | Nysa – Prudnik                              | 1985 – 2000        | - Uchwała nr 192 Rady Ministrów z dnia 2 grudnia 1985 r. w sprawie zaliczenia dróg do kategorii dróg krajowych (M.P. z 1986 r. nr 3, poz. 16) - Polska: Atlas samochodowy 1:300 000. Wyd. pierwsze. Warszawa/Wrocław: Polskie Przedsiębiorstwo Wydawnictw Kartograficznych, 1992. ISBN 83-7000-080-0. Brak numerów stron w książce - Polska: Mapa samochodowa 1:700 000. Wyd. 1. Szczecin: Wydawnictwo Kartograficzne KOMPAS, 1996/1997. ISBN 83-904373-2-5. Brak numerów stron w książce - Polska: Mapa samochodowa 1:700 000. Wyd. II zmienione i poprawione. Szczecin: Wydawnictwo Kartograficzne KOMPAS, 1997/1998. ISBN 83-904373-3-3. Brak numerów stron w książce - Rozporządzenie Rady Ministrów z dnia 15 grudnia 1998 r. w sprawie ustalenia wykazu dróg krajowych i wojewódzkich (Dz.U. z 1998 r. nr 160, poz. 1071) – wykaz dróg krajowych przed rokiem 2000 | dozwolony ruch ciężki – dopuszczalny nacisk na oś do 10 ton |
| 413   | droga krajowa   | Prudnik – Trzebina – granica państwa        | 1985 – 2000        | - Uchwała nr 192 Rady Ministrów z dnia 2 grudnia 1985 r. w sprawie zaliczenia dróg do kategorii dróg krajowych (M.P. z 1986 r. nr 3, poz. 16) - Polska: Atlas samochodowy 1:300 000. Wyd. pierwsze. Warszawa/Wrocław: Polskie Przedsiębiorstwo Wydawnictw Kartograficznych, 1992. ISBN 83-7000-080-0. Brak numerów stron w książce - Polska: Mapa samochodowa 1:700 000. Wyd. 1. Szczecin: Wydawnictwo Kartograficzne KOMPAS, 1996/1997. ISBN 83-904373-2-5. Brak numerów stron w książce - Polska: Mapa samochodowa 1:700 000. Wyd. II zmienione i poprawione. Szczecin: Wydawnictwo Kartograficzne KOMPAS, 1997/1998. ISBN 83-904373-3-3. Brak numerów stron w książce - Rozporządzenie Rady Ministrów z dnia 15 grudnia 1998 r. w sprawie ustalenia wykazu dróg krajowych i wojewódzkich (Dz.U. z 1998 r. nr 160, poz. 1071) – wykaz dróg krajowych przed rokiem 2000 | przejście graniczne uruchomiono w 1996 roku                 |
| 41    | droga krajowa   | Nysa – Prudnik – Trzebina – granica państwa | od 2000            | - Zarządzenie nr 6 Generalnego Dyrektora Dróg Publicznych z dnia 9 maja 2000 r. w sprawie nowych numerów dróg krajowych · (wykaz dróg w archiwum Rzeczpospolitej ) - Polska: Mapa samochodowa 1:700 000. Wyd. XXVII. Dom Wydawniczy PWN, 2016. ISBN 978-83-7705-942-5. Brak numerów stron w książce - Polska: Atlas samochodowy dla profesjonalistów 1:200 000. Wyd. IX. Dom Wydawniczy PWN, 2017. ISBN 978-83-7705-978-4. Brak numerów stron w książce | dozwolony ruch ciężki                                       |

## Dopuszczalny nacisk na oś
Na całej długości drogi dopuszczalny jest ruch pojazdów o nacisku pojedynczej osi do 11,5 tony.

## Miejscowości leżące na trasie DK41
- Nysa (DK46)
- Niwnica
- Wierzbięcice
- Piorunkowice
- Rudziczka
- Niemysłowice
- Prudnik (DK40)
- Trzebina – granica państwa.